# Staatsgründungsdenkmal

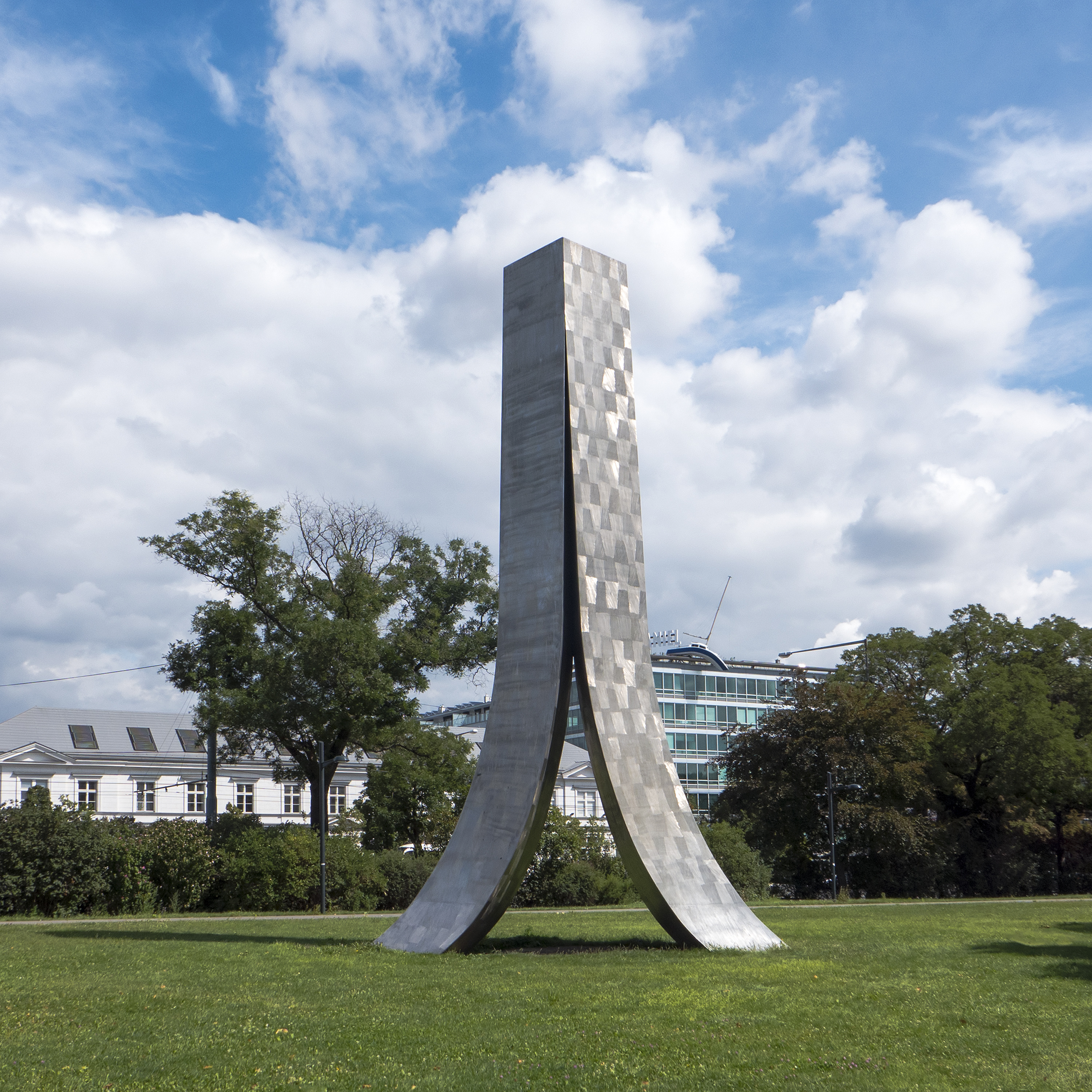
Staatsgründungsdenkmal

Das Staatsgründungsdenkmal ist ein zur Erinnerung an die Gründung der österreichischen Republik im Jahr 1918 und ihre Wiedererstehung im Jahr 1945 errichtetes Denkmal. Es befindet sich im Schweizergarten im 3. Wiener Gemeindebezirk Landstraße und wurde am 25. Oktober 1966 aufgestellt. Es ist nicht zu verwechseln mit dem Republikdenkmal an der Ringstraße.

## Geschichte
Ursprünglich war die Skulptur als Staatsgründerdenkmal anstelle des heutigen Dr. Karl Renner Denkmal in dessen Gedenken an der Wiener Ringstraße in der Ecke des Rathauspark (Wien) zum Parlament aus Granit geplant. Jedoch wurde es schlussendlich unabhängig von Renner als Staatsgründungsdenkmal der Gründung der ersten und zweiten Republik gewidmet.
Aber es wurde schlussendlich kostengünstiger von der VOEST hergestellt und da es als zu modern für den Standort an der Ringstraßen gesehen wurde an der heutigen Stelle ausgeführt und allgemeiner als Staatsgründungsdenkmal umgewidmet.

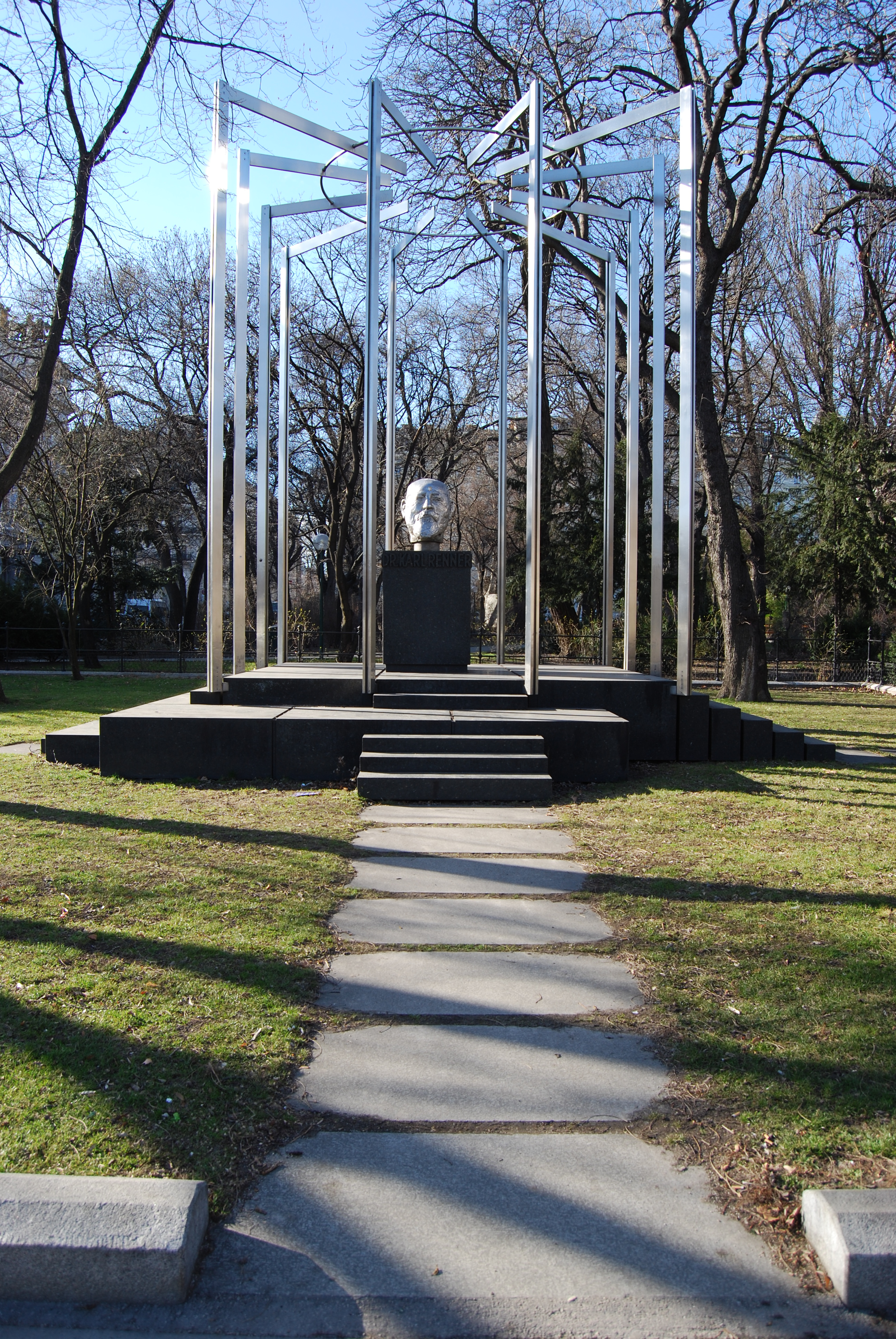
Das anstelle des Staatsgründungsdenkmal (ursprünglich als Staatsgründerdenkmal geplant) aufgestellte Denkmal für den als Staatsgründer bezeichneten Karl Renner (Büste ist intentioniert nicht mittig, sondern rechts gerückt aufgrund von Renners Zustimmung zum Anschluss Österreichs)

## Beschreibung
Das Denkmal besteht aus zwei, aus Chrom-Nickel-Stahl hergestellten, geschwungenen Pfeilern, welche sich zu einer Säule vereinen. Die Oberfläche weist Schliffornamente auf. In der Nähe der Skulptur, beim Gehweg befinden sich Schriftpulte aus Stein und Beton, welche den Text der Unabhängigkeitserklärung vom 27. April 1945 aufweisen. Ein entsprechender Hinweis auf den Anlass und den Zweck der Errichtung fehlt jedoch.

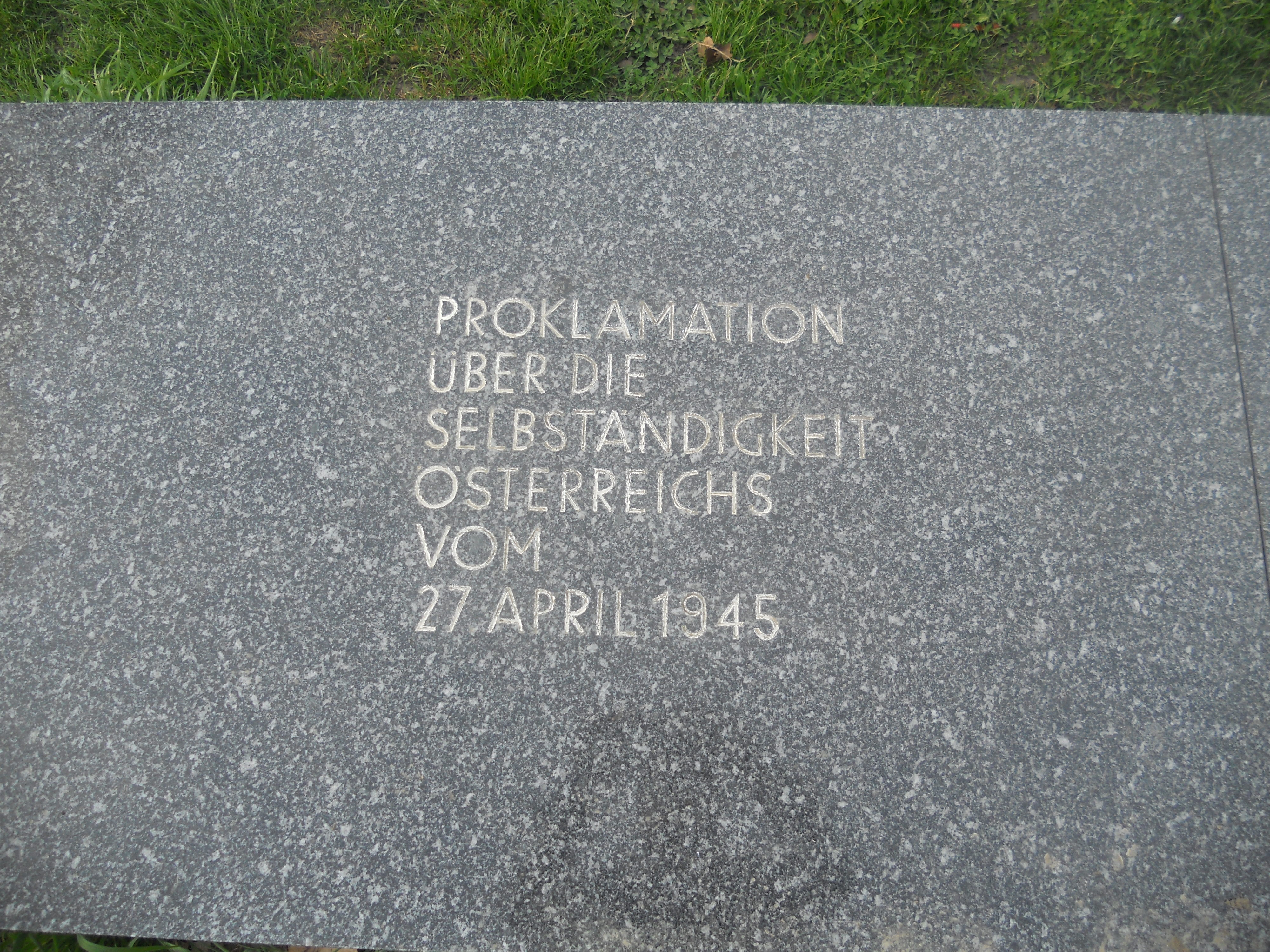
1. Zusatztafel
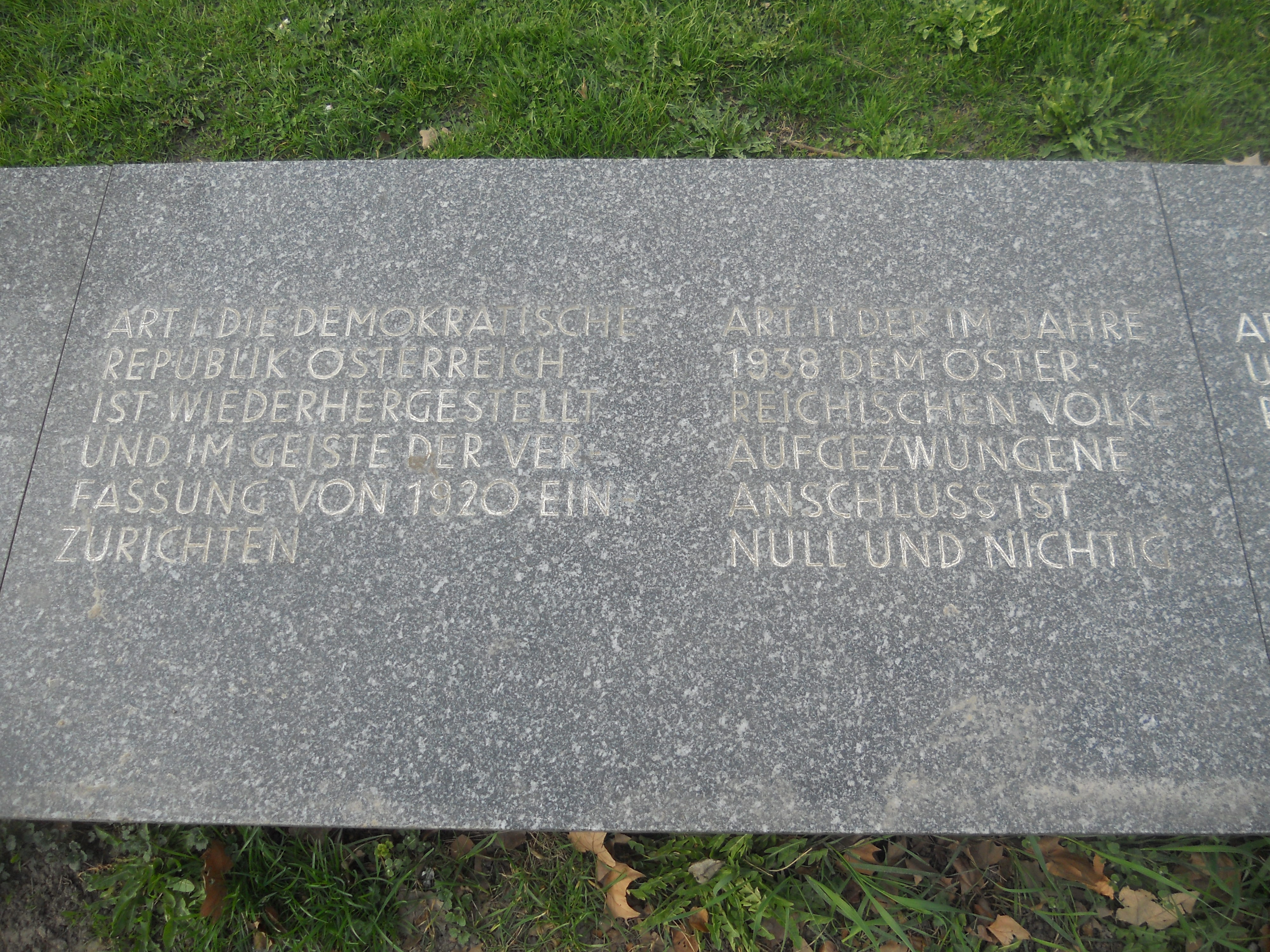
2. Zusatztafel
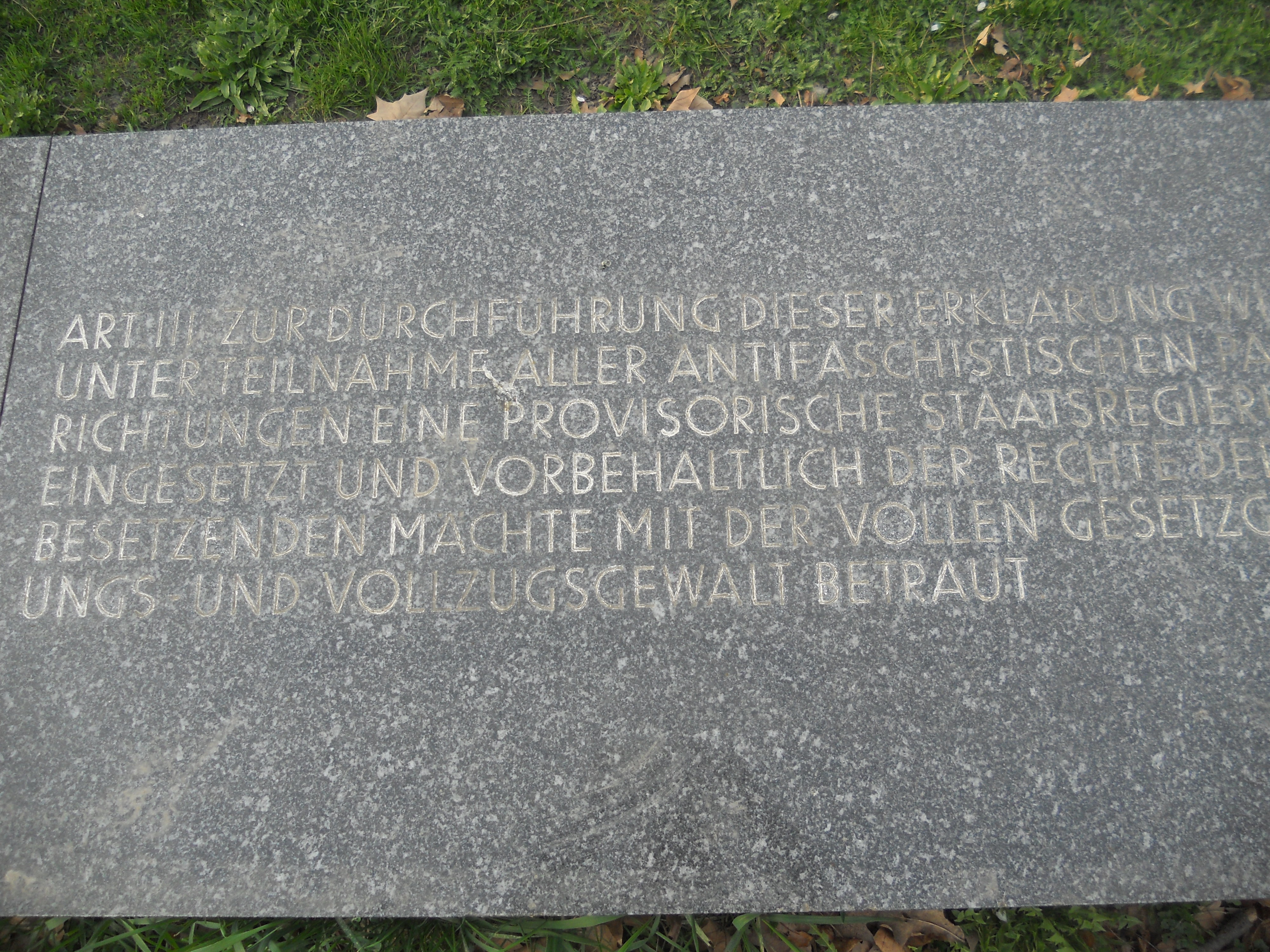
3. Zusatztafel
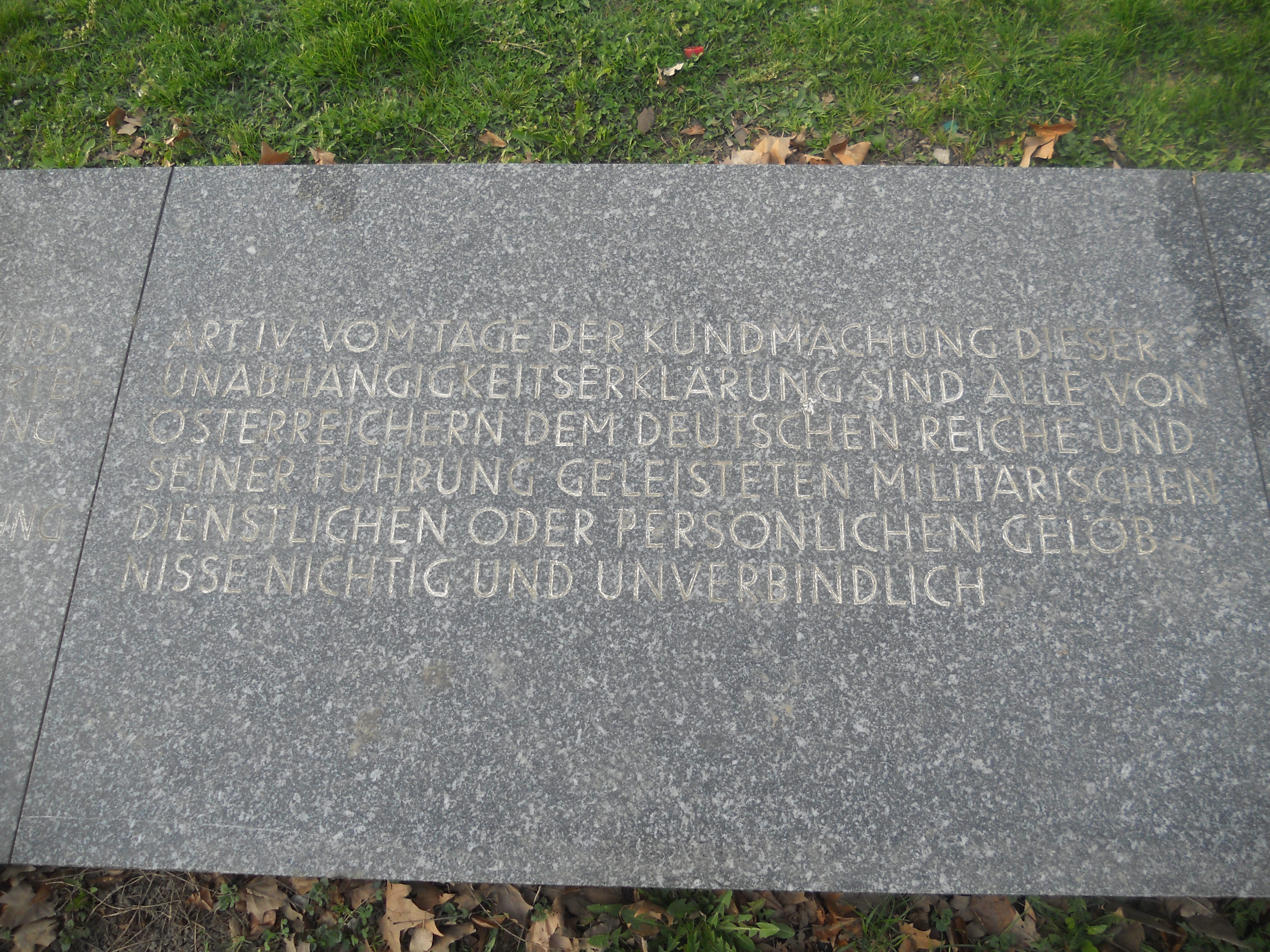
4. Zusatztafel
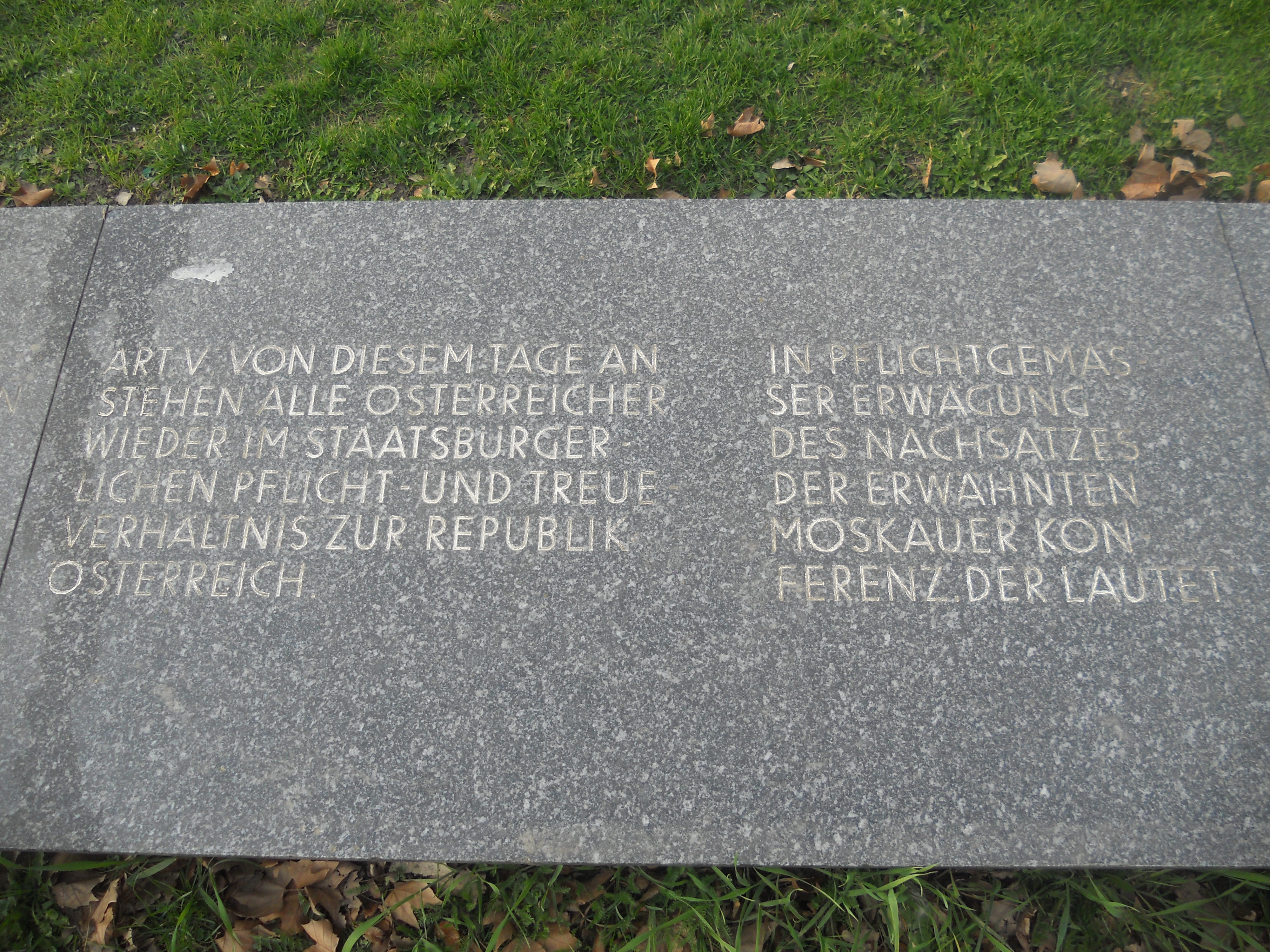
5. Zusatztafel
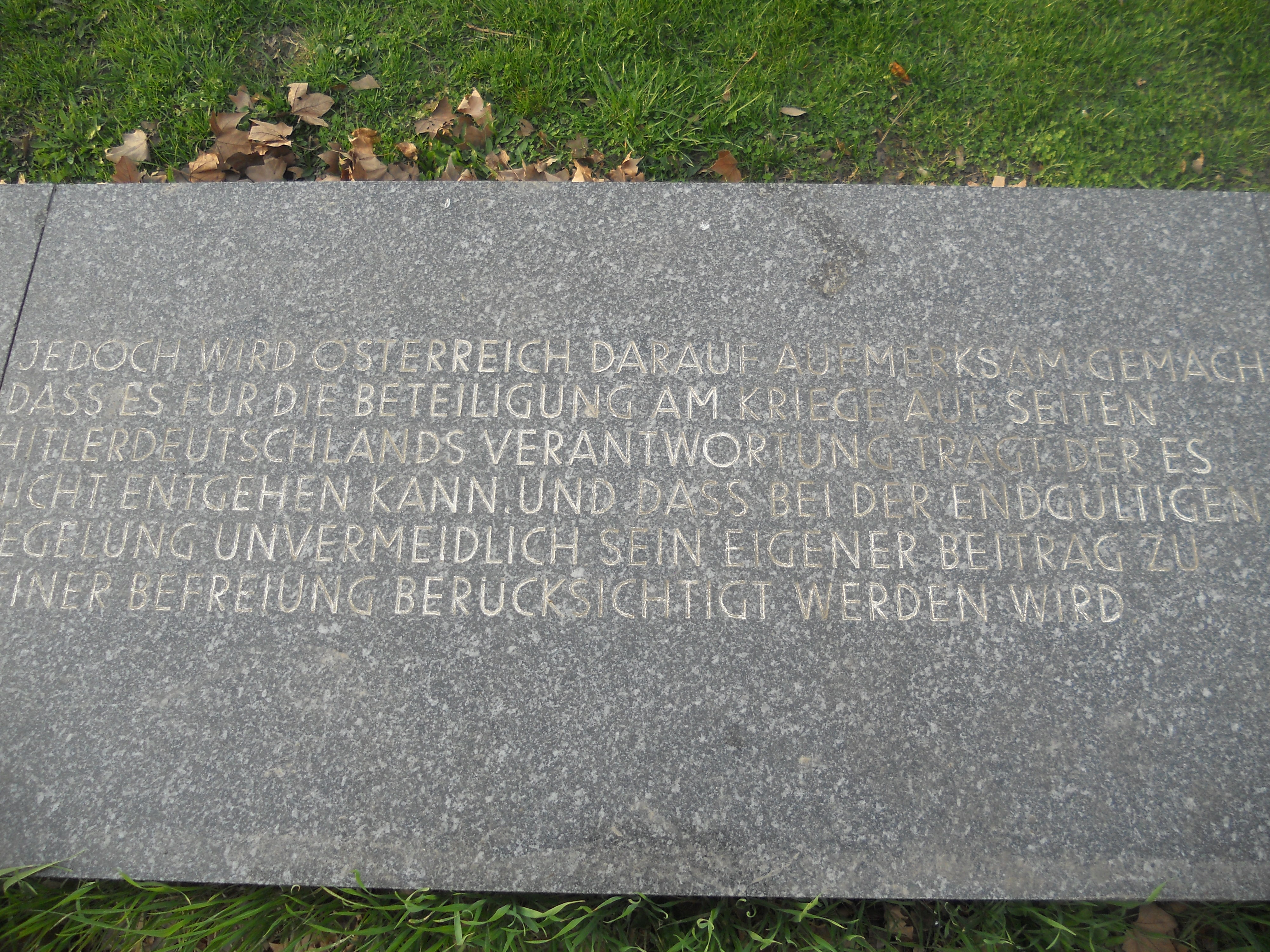
6. Zusatztafel
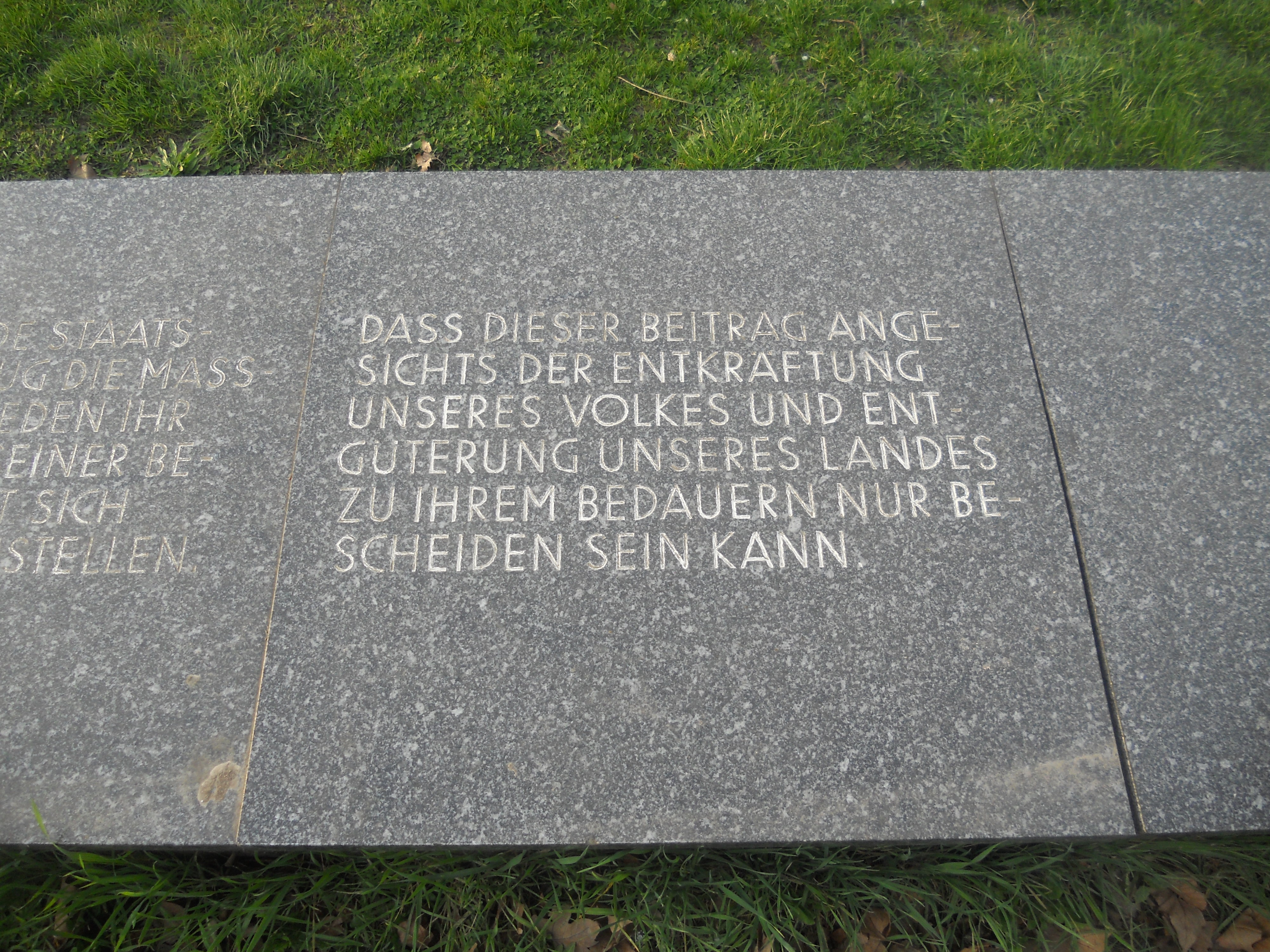
7. Zusatztafel

## Offizielles Gedenken
Erst im Jahr 2015 wurde am 27. April zum 70. Jahrestag der Proklamierung der Unabhängigkeitserklärung das erste Mal ein Staatsakt am Staatsgründungsdenkmal abgehalten. 2025 zum 80. folgte ein weiterer Staatsakt.

## Künstler und Hersteller
Das Monument wurde vom Wiener Bildhauer Heinrich Deutsch und dem Architekten Berthold Gabriel entworfen. Eigentlich sollte der Entwurf als 11,55 Meter hohe Granitsäule aufgestellt werden, dies wurde jedoch aus Kostengründen verworfen. Die Metallausführung wurde von der VÖEST-Stahlbauabteilung hergestellt. Auf die entwerfenden Künstler wird beim Denkmal nicht hingewiesen.